# 越後三山只見国定公園
越後三山只見国定公園（えちごさんざんただみこくていこうえん）は、新潟県と福島県にまたがる山岳公園。1973年（昭和48年）5月15日指定。

## 概要
その領域は越後三山一帯の越後山脈、三国山脈と、それに接する阿賀野川水系只見川源流部の奥只見から始まり、JR只見線に沿うよう東へのびて奥会津の里山景観が特徴の只見川中流域、さらに下流は阿賀川と合流して西行しJR磐越西線に並行する銚子の口までの一帯から構成される。国内有数の豪雪地帯であるため、只見川沿いにアバランチシュートと呼ばれる、世界的にも珍しい雪食地形が展開する。JR只見線や一部JR磐越西線の車窓からも風景を堪能できるのはもちろん、その走行景観も公園の重要な要素になっている。

### 面積
もともとの総面積は86,130haだったが、2021年10月29日に福島県部分が拡張されて102,895haとなり、全国の国定公園で2位の広さとなった。

### 動植物
全体を通して、森林が発達しており、ブナ原生林、ミヤマナラなどの亜高山帯低木性広葉樹が卓越。後述するダム開発による人の手の介入を除けば、基本的に自然が色濃く残されており、ニホンカモシカ、ツキノワグマなどの大型哺乳類、イヌワシやクマタカなどの希少猛禽類の宝庫としても知られる。

### 越後三山
越後三山とは八海山、中ノ岳、越後駒ヶ岳を指し、古くから修験道の聖地として拓かれた。特に八海山はその中枢に当たる。

### 豊かな自然と水資源
著名な山として景鶴山、荒沢岳、浅草岳、守門岳、蒲生岳などがあり、奥只見地方には豊かな森林と日本屈指の豪雪地帯の雪解け水を利用し、戦後、電源開発により建設された田子倉ダム、奥只見ダム、その下流には只見、滝、本名（ほんな）、上田（うわだ）、宮下、柳津、片門（かたかど）、新郷（しんごう）、山郷（やまさと）、上野尻などの発電用のダムがあって川の流れが緩やかになりさながら水鏡のようになっており、霧幻峡に代表される濃霧がしばしば発生するなど、その景観と人跡未踏の地の森林の調和が美しい。

### 只見柳津県立自然公園からの編入部分
この編入にあたり従来の県立自然公園部分に、小三本沢周辺（沼ノ平周辺）、蒲生岳周辺、沼沢湖周辺、大塩炭酸泉と滝沢川甌穴周辺、第一只見川橋梁第展望台周辺、会津柳津駅周辺および旧柳津温泉スキー場周辺、只見川下流から阿賀川周辺が追加拡張された。

## 歴史
- 1973年 - 越後三山只見国定公園指定[4][6]。
- 2021年 - 中央環境審議会自然公園等小委員会が只見柳津県立自然公園（福島県）の越後三山只見国定公園への編入をおおむね承認[10]。福島県の自然公園廃止手続などを経て2021年秋に越後三山只見国定公園に編入された[8][10][注 1]。

## 越後三山只見国定公園の風景

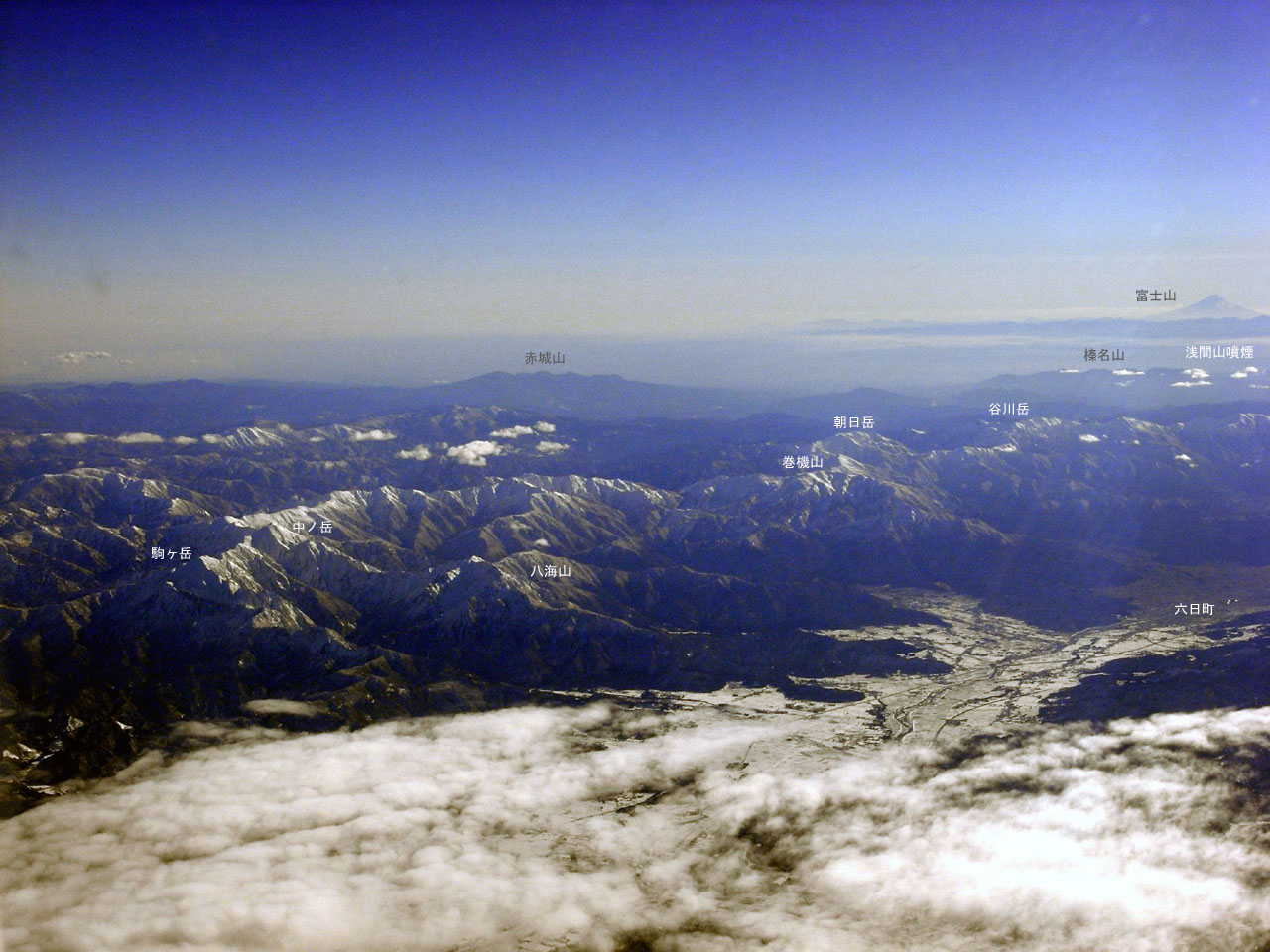
越後三山。越後駒ヶ岳（左）・中ノ岳（中央）・八海山（右）
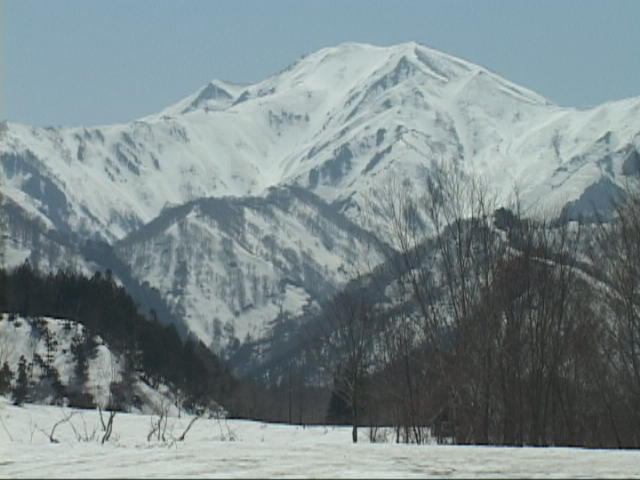
中ノ岳 (2085m)
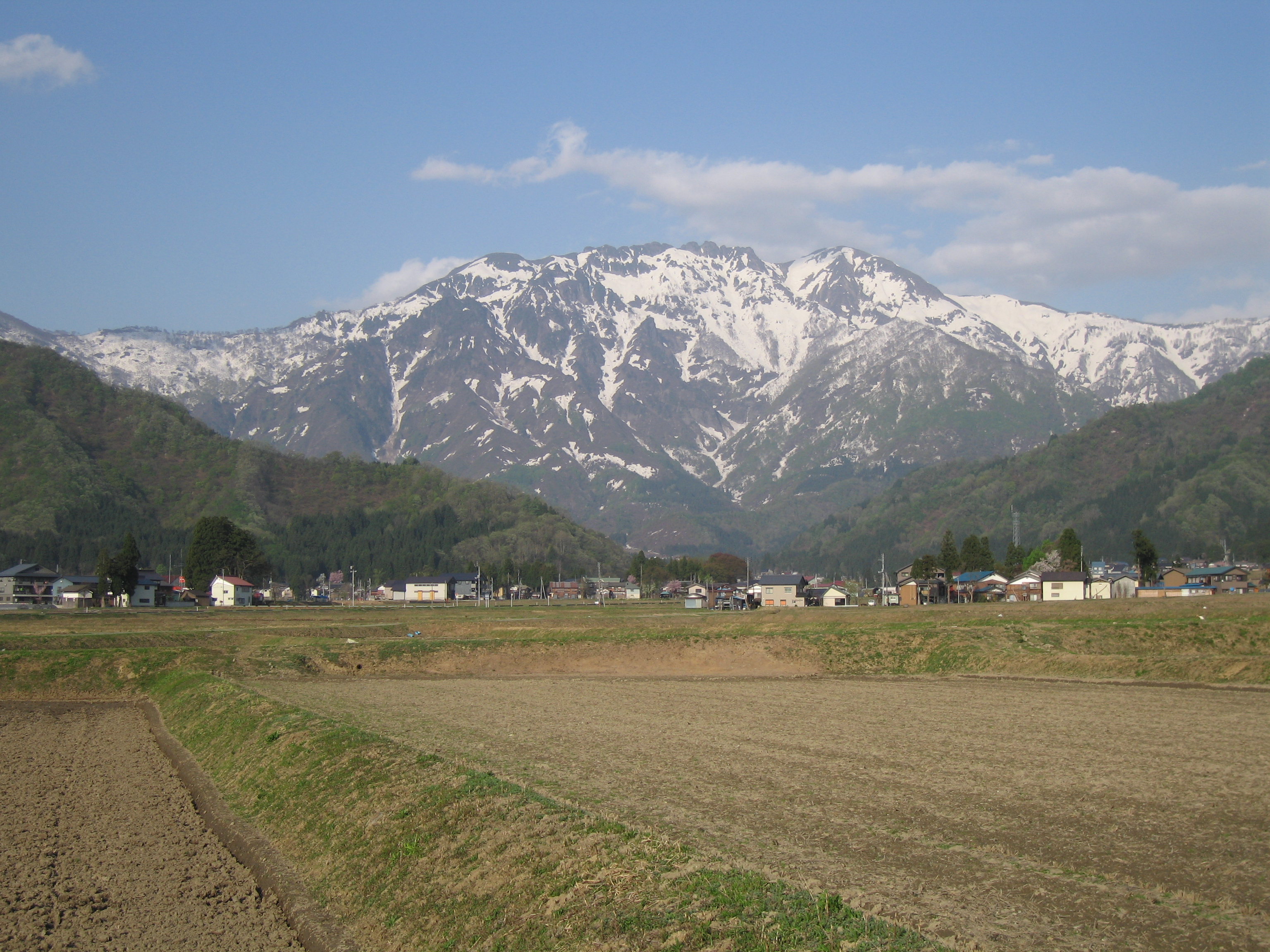
八海山 (1778m)
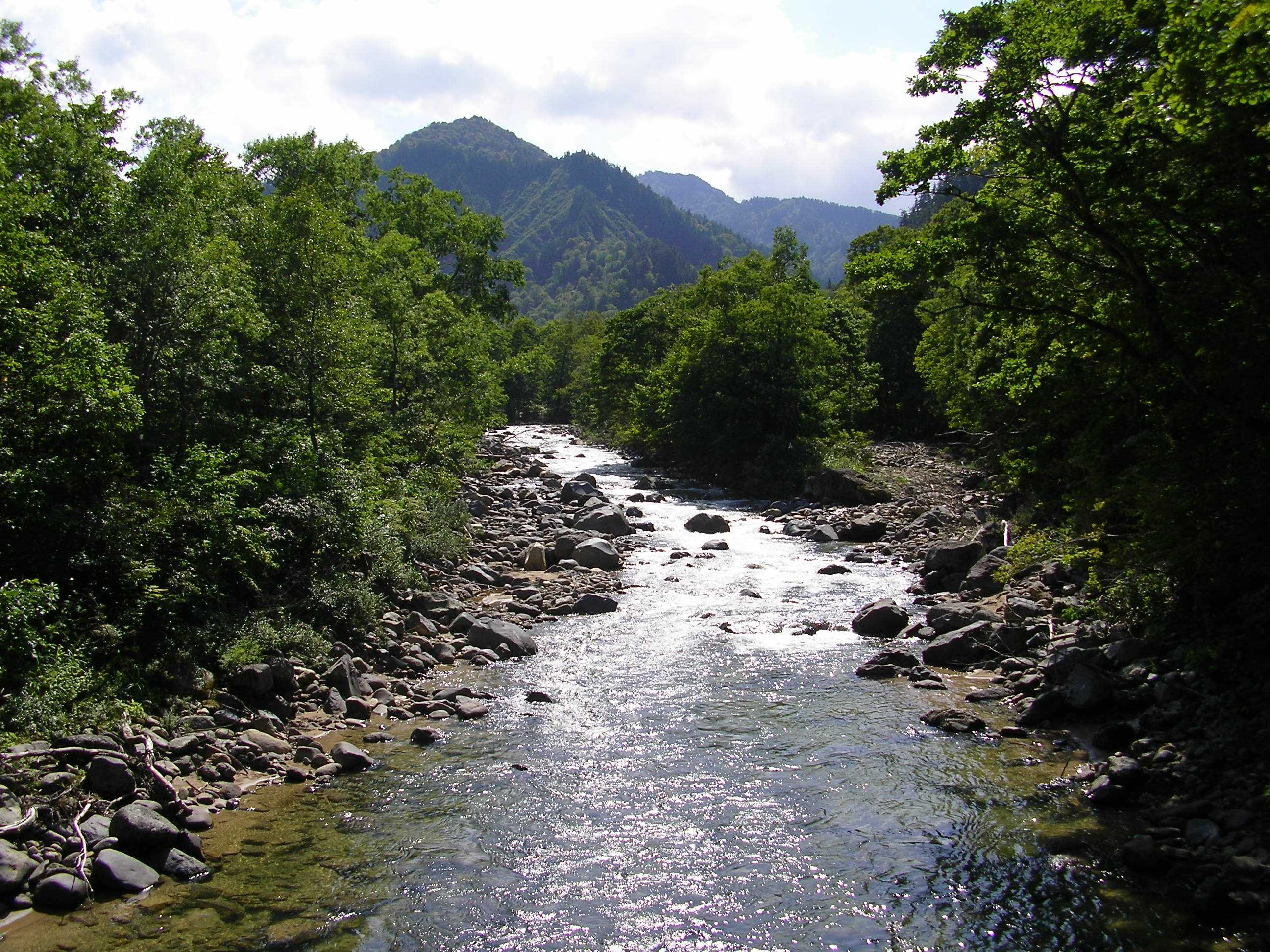
奥只見湖より更に上流部の只見川。新潟・福島県境にて
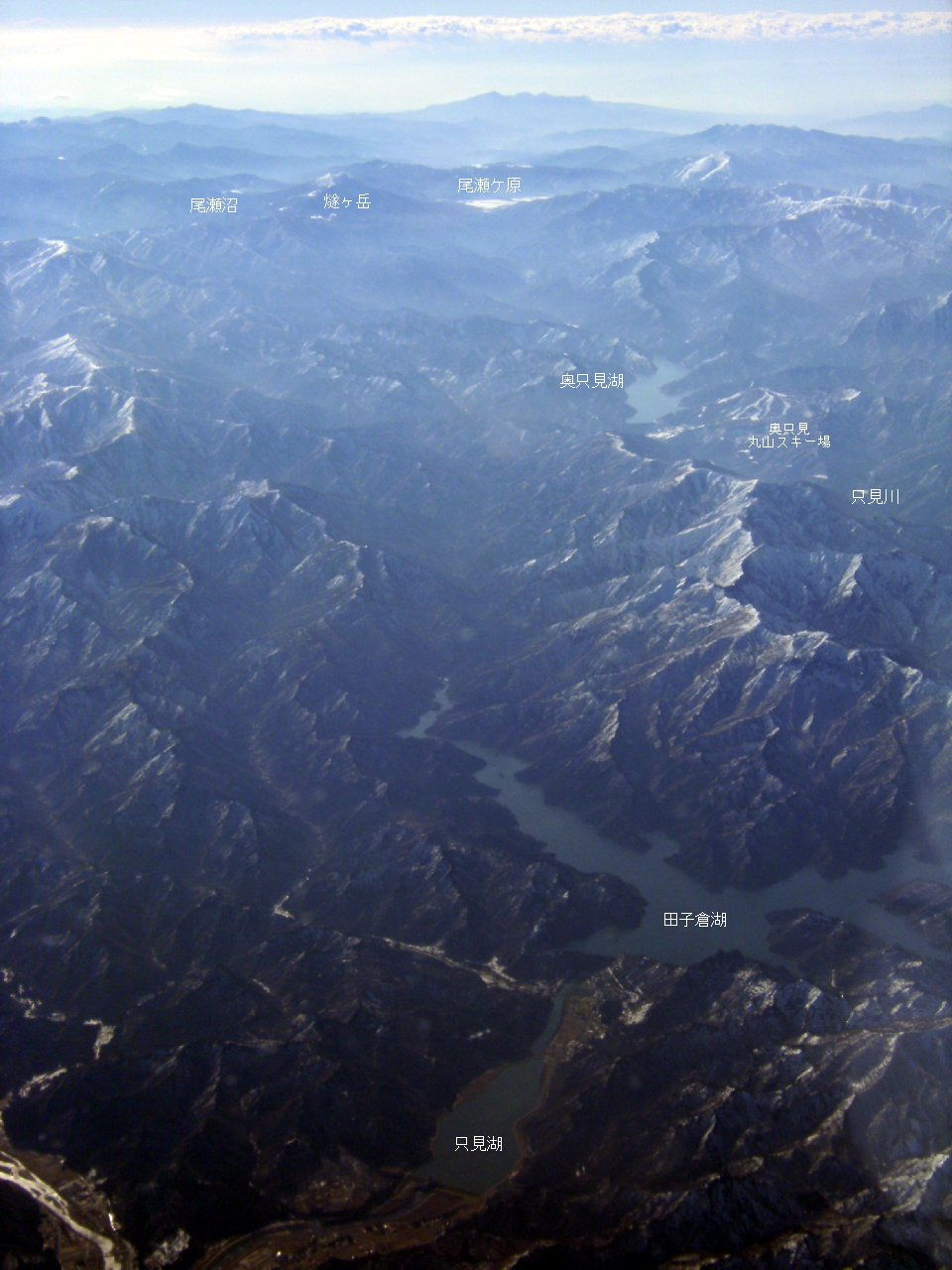
阿賀野川水系最大の支流只見川源流部
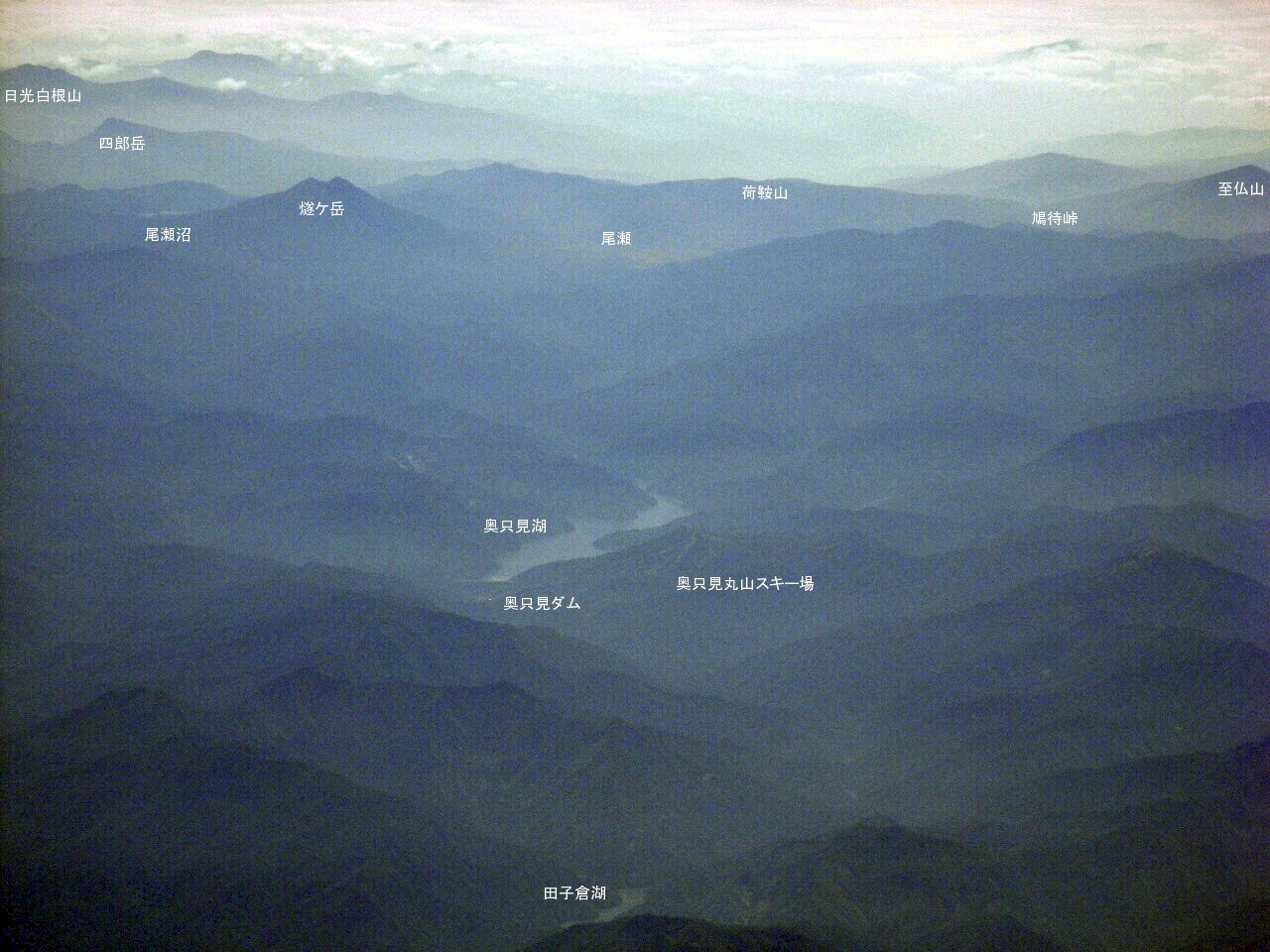
只見川最上流部尾瀬沼・尾瀬から田子倉湖と燧ヶ岳
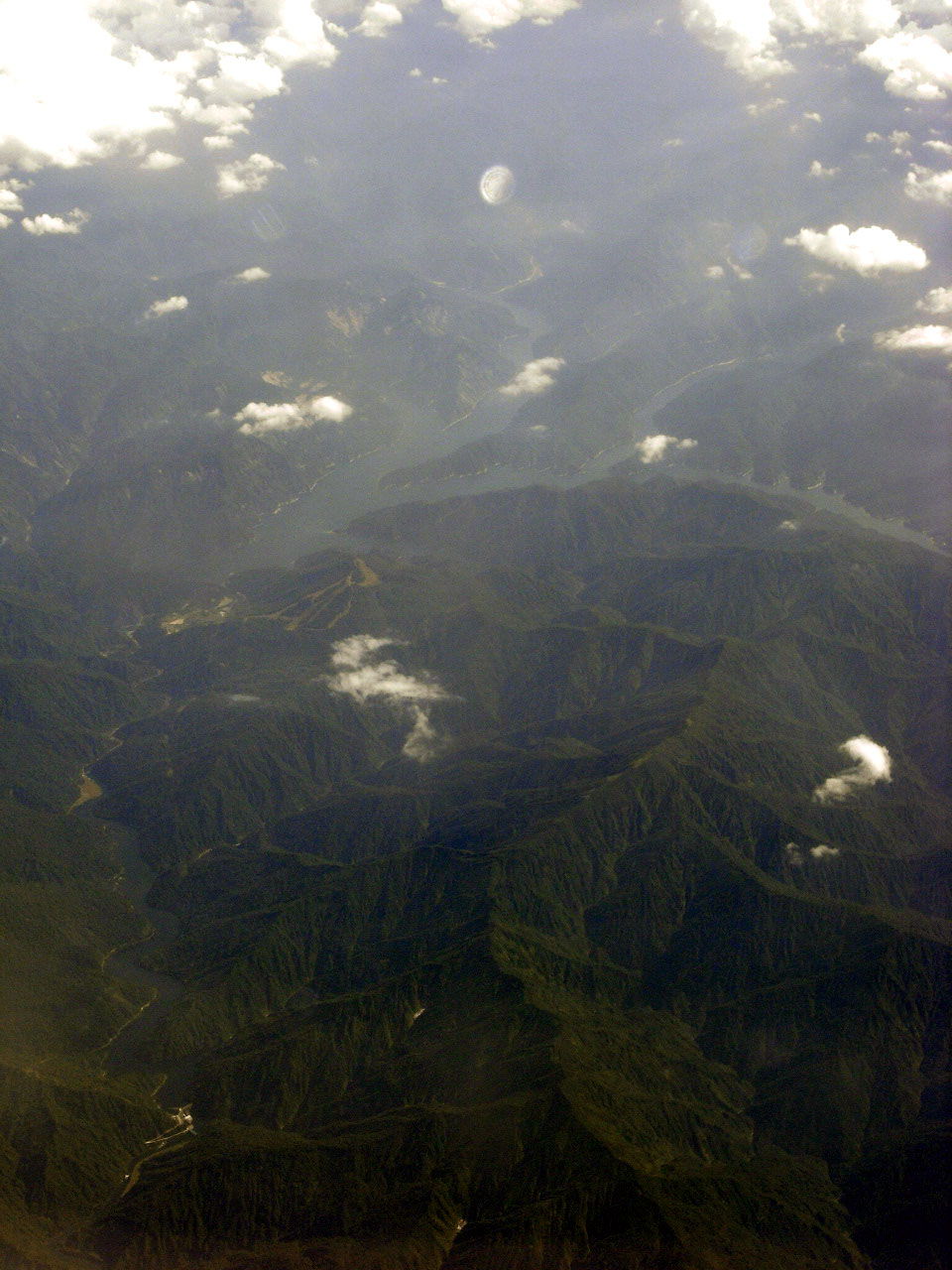
上流より奥只見湖、大鳥ダム湖。奥只見丸山スキー場も確認できる。
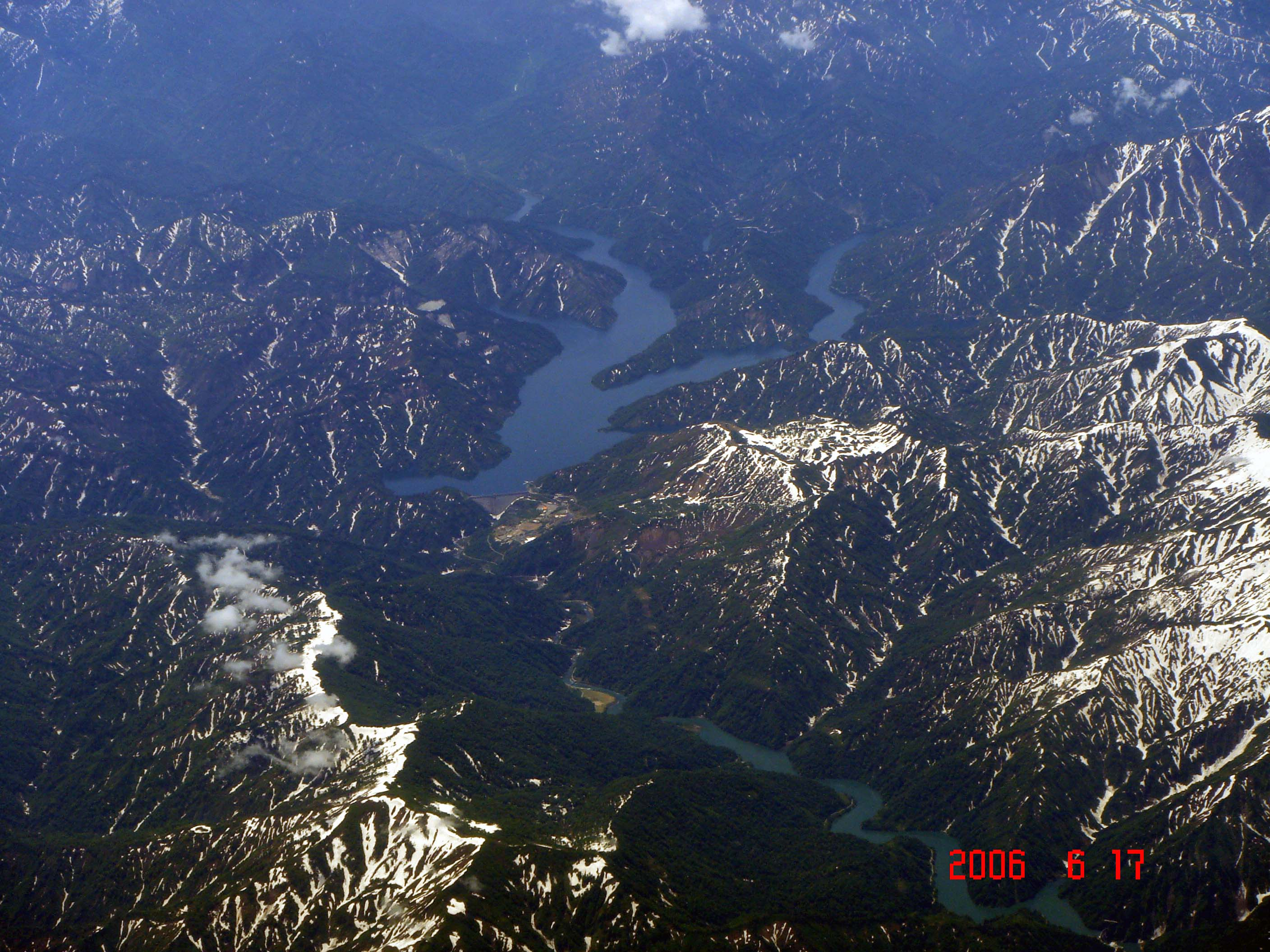
大鳥ダムと大鳥ダム湖（右下）
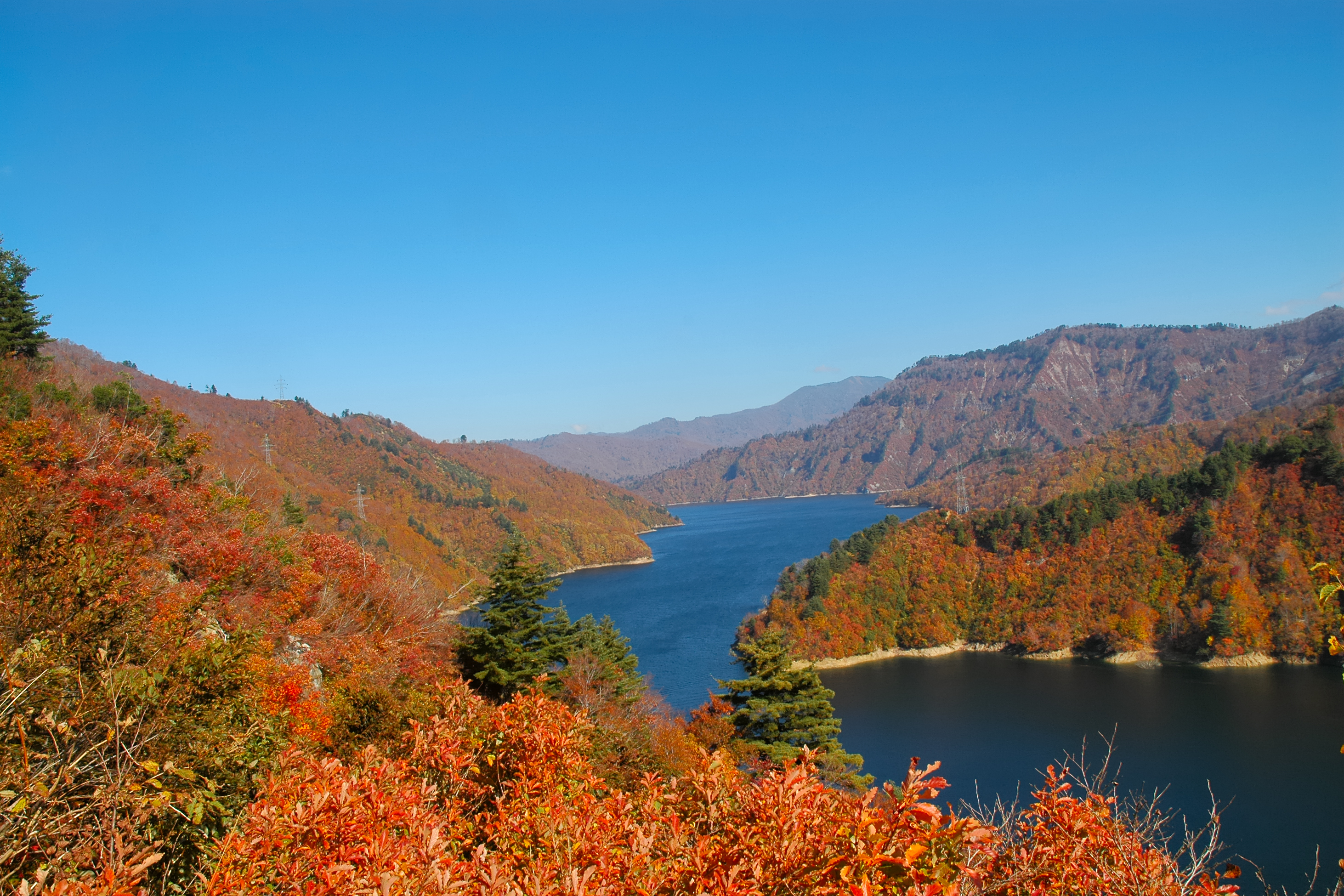
秋の奥只見湖
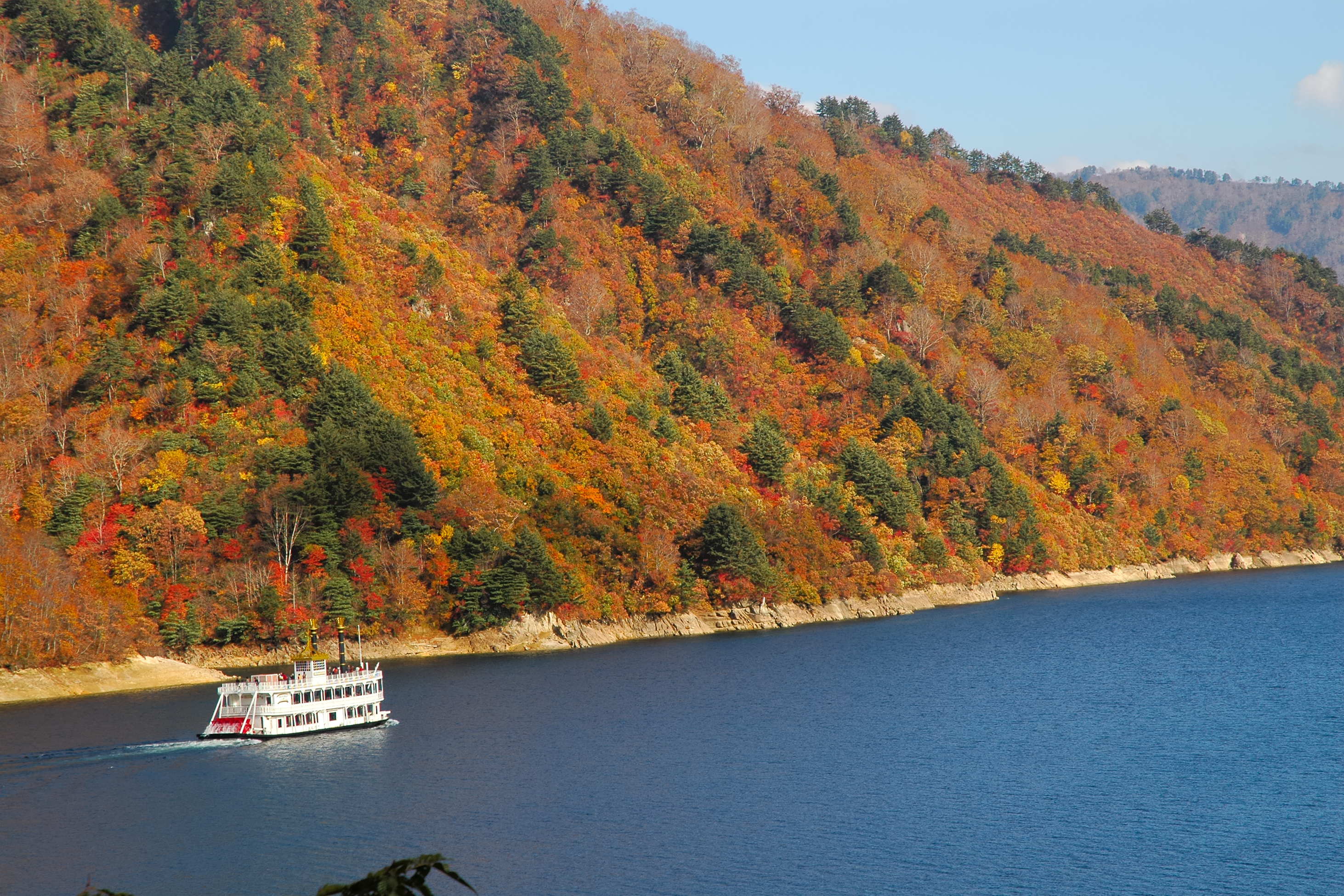
奥只見湖を周遊する遊覧船
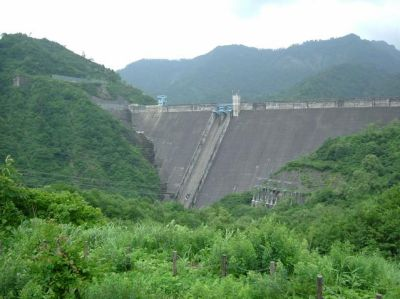
奥只見ダム
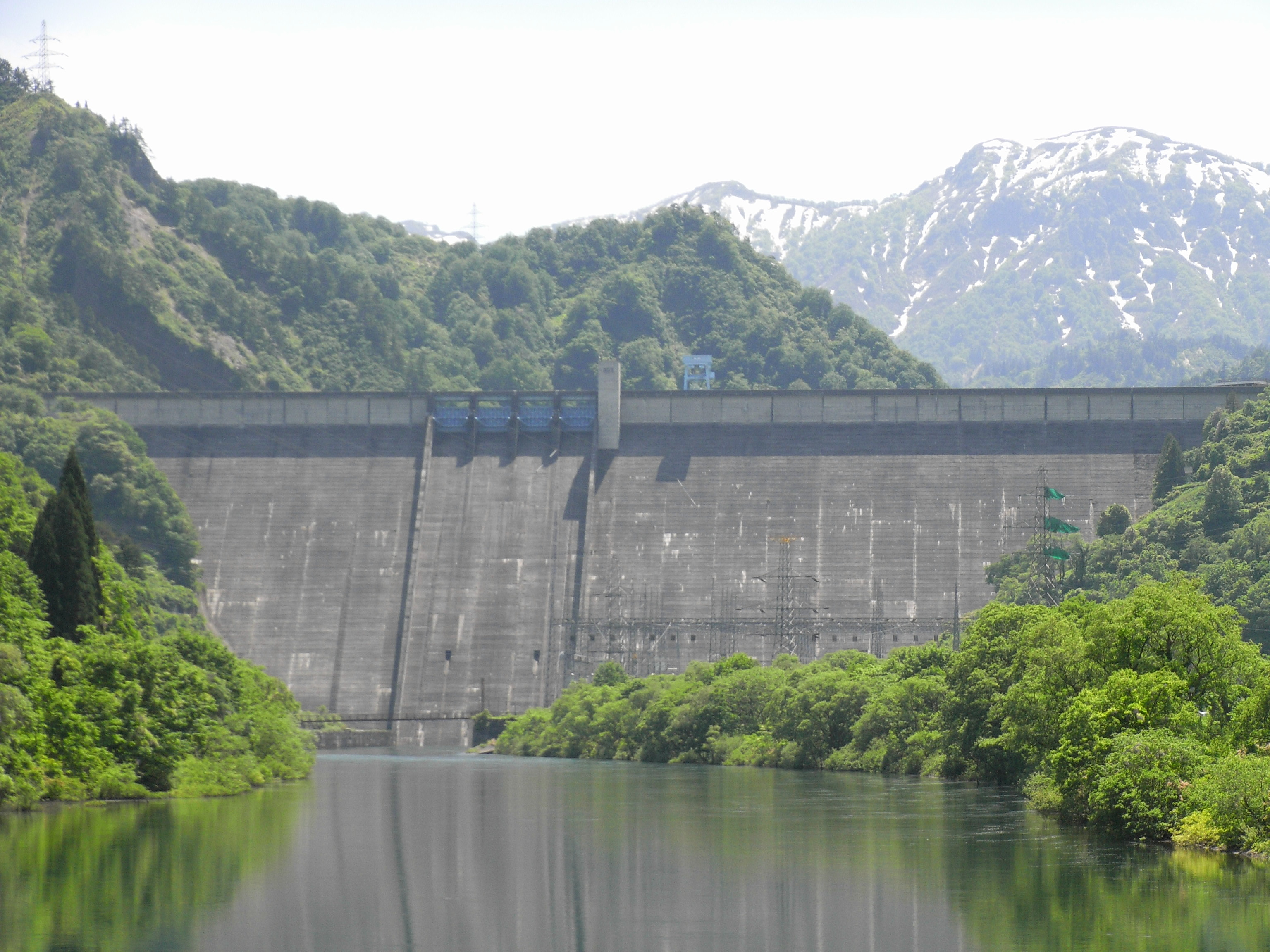
田子倉ダム
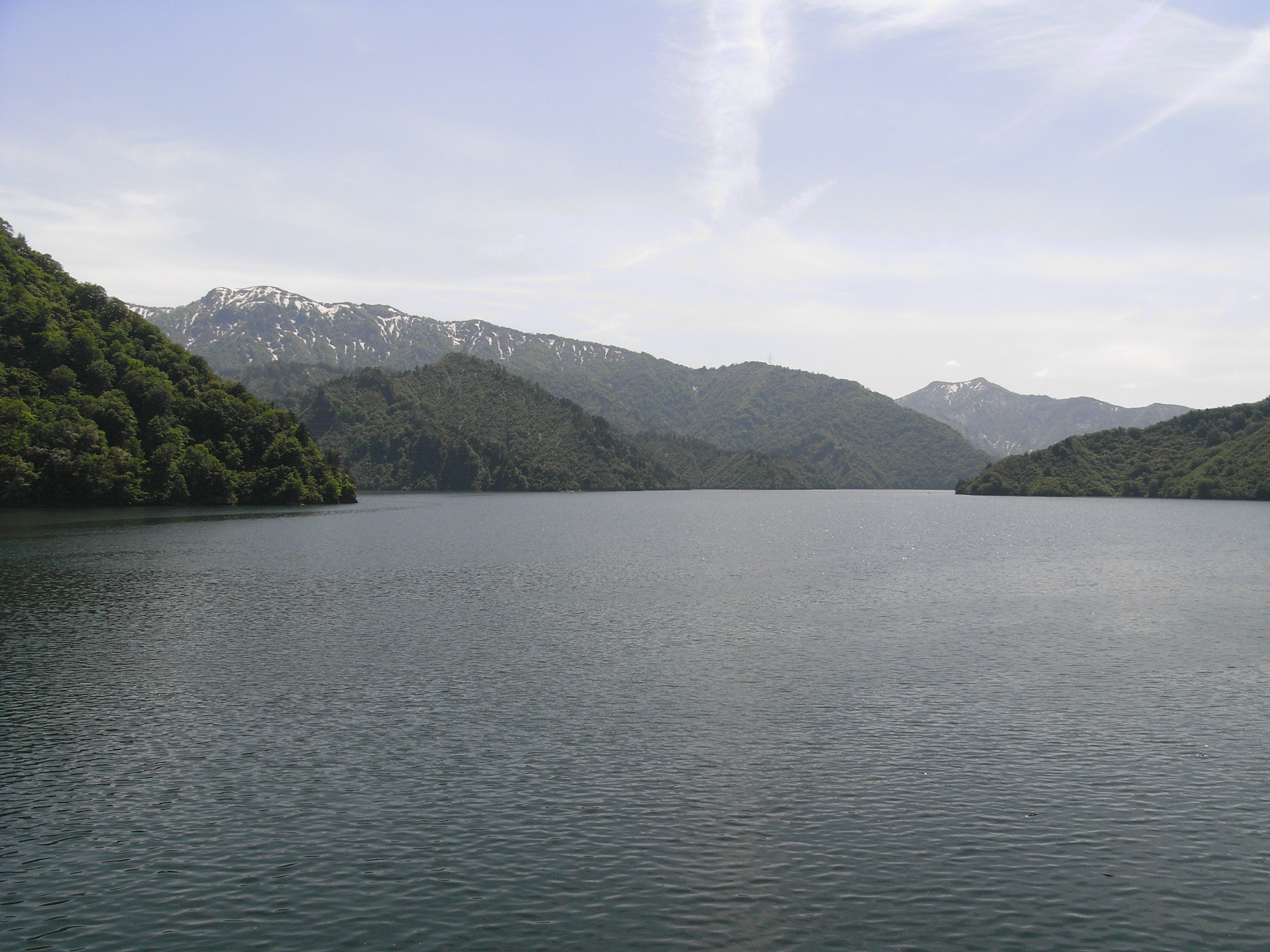
田子倉湖 奥に見えるのは前毛猛山
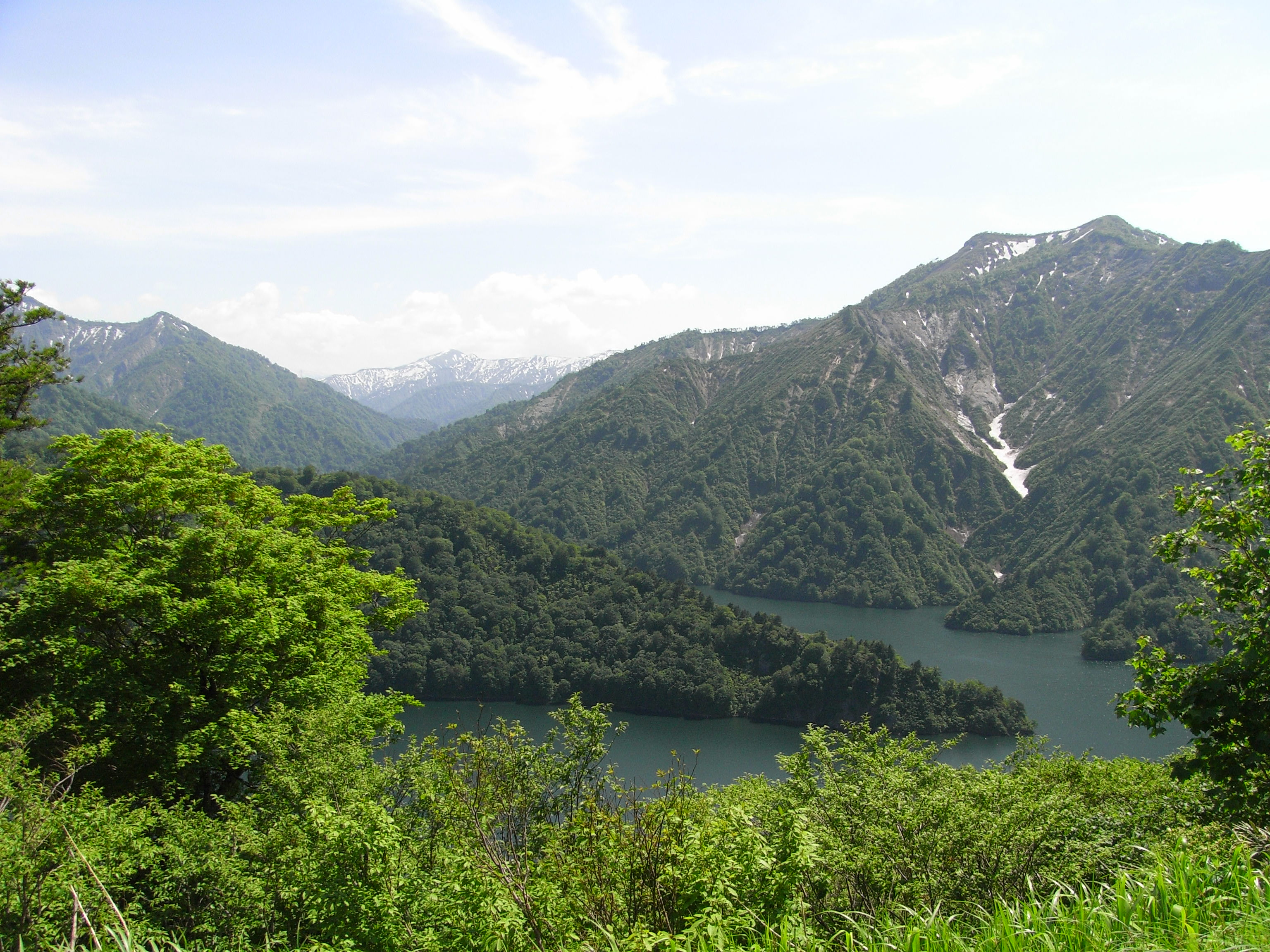
六十里越より田子倉湖上流を望む
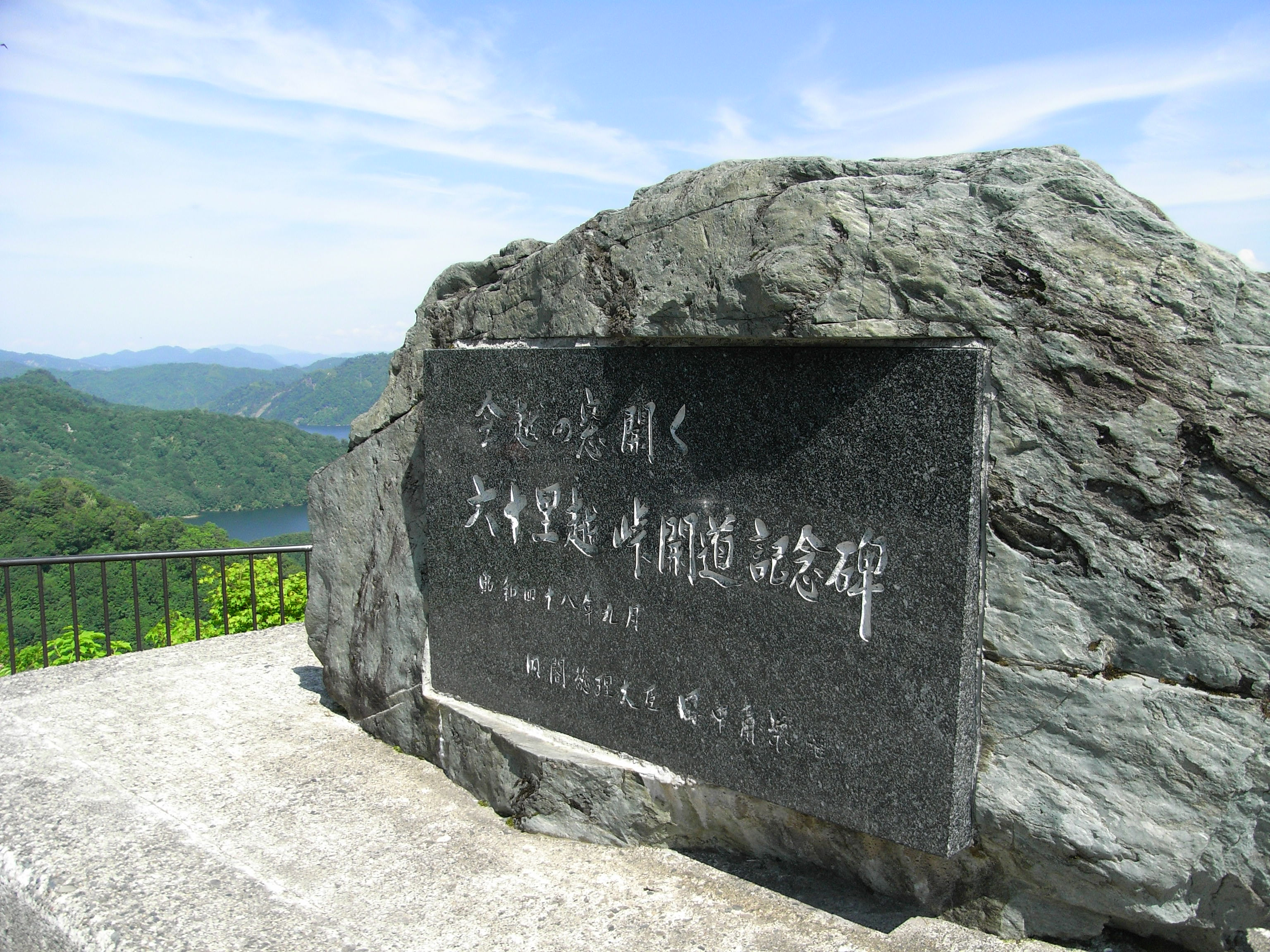
六十里越峠開道記念碑